# Største brøks metode
Største brøks metode, er en valgmetode, der anvendes til at udregne antallet af mandater, der tilfalder hvert parti i et valg ud fra partiernes stemmetal. Metoden er en af flere, der anvendes ved forholdstalsvalg, dvs. valg, hvor man forsøger at tildele mandater til partierne, således at partierne har tilnærmelsesvis samme forhold mellem deres tildelte mandater og deres stemmetal. Metoden anvendes til at udregne antallet af tillægsmandater ved danske folketingsvalg. Reglerne er fastlagt i folketingsvalgloven.

## Metoden
Ved denne metode betragtes stemmetallet for hver liste divideret med det samlede stemmetal, og dette ganges med antallet af mandater der skal fordeles. De herved fremkomne kvotienter angiver, hvor mange mandater hvert parti skulle have, hvis man kunne have brøkdele af mandater. 
Til en start giver man så hver liste et ental mandater svarende til heltalsdelen af den fremkomne kvotient, og derefter tildeles de resterende mandater til listerne med de største brøkdele, indtil alle mandaterne er fordelte. Såfremt denne fordeling ender med at der er for mange lister med samme brøkdel når de allersidste mandater skal fordeles, foregår fordelingen ved lodtrækning.

## Eksempel
Der skal fordeles 13 mandater imellem 5 partier, som til sammen har fået 855.000 stemmer.
| Beskrivelse                      | Total   | Parti A | Parti B | Parti C | Parti D | Parti E |
| -------------------------------- | ------- | ------- | ------- | ------- | ------- | ------- |
| Stemmer for parti                | 855.000 | 340.000 | 280.000 | 160.000 | 60.000  | 15.000  |
| Andel af alle stemmer            | 1,000   | 0,398   | 0,327   | 0,187   | 0,070   | 0,018   |
| Mandater hvis brøkdele var mulig | 13      | 5,170   | 4,257   | 2,433   | 0,912   | 0,228   |
| Heltalsdel mandater              | 11      | 5       | 4       | 2       | 0       | 0       |
| Brøkdel af mandater              | 2       | 0,170   | 0,257   | 0,433   | 0,912   | 0,228   |
| Største brøk mandater            | 2       | 0       | 0       | 1       | 1       | 0       |
| Mandater til parti               | 13      | 5       | 4       | 3       | 1       | 0       |

## Abnormaliteter
Der kan forekomme visse artefakter ved metoden, fx at et parti kan miste et mandat, hvis det totale antal mandater forøges. 

## Anvendelse i forbindelse med fordeling af tillægsmandater ved danske folketingsvalg
Ved Opgørelse af folketingsvalg fordeles de første 135 mandater som kredsmandater.
Herefter fordeles tillægsmandater til de partier, som er nået over en af de tre spærregrænser ved at udregne fordelingen af mandater for de samlede 175 mandater minus antallet af valgte løsgængere ved hjælp af største brøks metode.  Derefter fordeles de 40 tillægsmandater til de partier, som ved fordelingen af kredsmandater ikke har opnået nok mandater. Det kan forekomme, at et parti har fået flere kredsmandater end det efter største brøks metode er berettiget til. Sker det, så gentages beregningen, men hvor man udelader partiet og dets kredsmandater fra beregningen.

## Eksterne Henvisninger
- Lov om valg til Folketinget
- Lidt elementær valgmatematik